# Семенюк Олег Анатолійович
Семенюк Олег Анатолійович (нар. 27 лютого 1964, Кропивницький)  — український мовознавець, доктор філологічних наук, професор, ректор Центральноукраїнського державного педагогічного університету імені Володимира Винниченка.
У 1985 році закінчив філологічний факультет (Кіровоградського педагогічного інституту імені О. С. Пушкіна). Із 1985 по 1987 рік проходив службу в лавах Радянської армії. Після армії працював викладачем у середній школі № 11 міста Кіровограда. У 1989 році був запрошений на роботу в педагогічний інститут на посаду асистента кафедри практичного курсу української та російської мов.
Кандидатську дисертацію на тему: "Особливості синонімії в художньому мовленні (на прикладі творів М. Булгакова, М. Зощенка, І. Ільфа та Є. Петрова)" захистив у 1993 році в Одеському державному університеті імені І. І. Мечникова. Наукове звання "доцент" отримав у 1994 році.
Докторську дисертацію на тему: "Мова доби та мовна особистість у сатирико-гумористичному тексті" (спеціальність: українська мова, російська мова) після закінчення докторантури захистив у 2003 році в Інституті мовознавства імені О. О. Потебні НАН України. Вчене звання професора кафедри перекладу та загального мовознавства отримав у 2004 році.
На високому рівні викладає різні, зокрема й авторські,навчальні курси ("Лінгвістичний аналіз тексту", "Загальне мовознавство", "Порівняльна типологія", "Комунікативна діяльність викладача вищої школи", "Мова і суспільство", "Управління інформаційними зв'язками навчального закладу" тощо), керує написанням магістерських, кандидатських і докторських досліджень.
Бере активну участь у атестації наукових кадрів, член декількох рад із захисту кандидатських дисертацій, виступає опонентом дисертаційних досліджень, рецензує наукові видання, є головою редколегії "Наукових записок" ЦДПУ імені Володимира Винниченка.
Підготував одинадцятьох кандидатів наук (спеціальності: "українська мова", "російська мова", "типологічне та порівняльно-історичне мовознавство", "загальне мовознавство").
Сфера наукових інтересів: екстралінгвальні фактори в сучасних мовах, порівняльна лексикологія, лінгвокультурологія. Автор двох монографій, посібника із грифом МОН України ("Основи теорії мовної комунікації") та більш ніж 100 наукових статей у вітчизняних і закордонних виданнях. Двічі, із 1994 та із 1998 по 2000 рік, був стипендіантом Кабінету Міністрів України (наукова стипендія для молодих вчених).
В університеті працював на посадах начальника науково-дослідної частини, директора Педагогічного ліцею університету, декана факультету довузівської та післядипломної освіти, завідувача кафедри зарубіжної літератури та компаративістики, завідувача кафедри перекладу та загального мовознавства, проректора з наукової роботи та міжнародних зв'язків. На усіх посадах зарекомендував себе як старанний, відповідальний керівник. У 2011 році був вперше обраний на посаду ректора Центральноукраїнського державного педагогічного університету імені Володимира Винниченка, у 2015 році переобраний на наступний термін.
Проводить активну роботу з інтеграції вітчизняної освіти і науки у європейський освітній простір, налагодження зв'язків із університетами інших країн. Сприяє здійсненню наукових та освітянських контактів, залученню талановитої молоді до наукової та викладацької діяльності, зміцненню матеріальної бази університету.
Пропагує здоровий спосіб життя, залучає молодь до занять спортом, докладає особистих зусиль до розвитку спортивної інфраструктури навчального закладу. За роботу у цьому напрямку нагороджений подякою Кіровоградського обласного відділення НОК України (5.12.2012 р.), Почесною грамотою НОК України (29.09.2016 р.).
За плідну багаторічну співпрацю з військовими частинами Кіровоградського гарнізону, підготовку офіцерів запасу та патріотичне виховання молоді нагороджений почесною грамотою Міністерства оборони України (17.05.2013 р.).
Олег Анатолійович відіграє помітну роль у науковому і громадському житті міста й області. Він є науковим керівником проекту "Школа майбутнього", голова регіонального осередку громадської організації "Європейські студії", президент обласного осередку МАН України. Обирався депутатом районної ради міста, бере активну участь у роботі громадської гуманітарної ради при Обласній державній адміністрації, комісії з правової освіти населення. За активну участь у житті міста отримав відзнаку міської ради "За заслуги ІІ ступеня (рішення виконавчого комітету від 13.09. 2016).
20 січня 2018 Президент України Петро Порошенко присвоїв Олегу Анатолійовичу звання Заслужений працівник освіти України 
Окрім того, нагороджений: Почесною грамотою Міністерства освіти і науки України (1996 р.), знаком "Відмінник освіти" (Наказ № 2363-І від 15.11.2006 р.), знаком "Петро Могила" (Наказ № 290-К від 13.05.2009 р.), Почесною грамотою обласної ради (розпорядження № 141-гр від 20.03.2011 р.), медаллю НАПН України "Григорій Сковорода" (посвідчення № 259 від 28.10.2014 р.).

## Науковий доробок
Найважливіші наукові та навчальні публікації:
Монографії:
1. Морозов П.М., Семенюк О.А. Языковые единицы в художественном тексте. Монография. - Кіровоград, КГПИ, 1996. – 216 с.
2. Семенюк О.А. Язык эпохи и его отражение в сатирико-юмористическом тексте: монография. - Кировоград, РИЦ КГПУ им. В.К.Винниченко, 2001. – 368 с.
3. Єлисаветград у дзеркалі слова: кол. монографія / Під ред. О.Семенюка - Кіровоград: Код, 2004. – 56 с.
Навчальні посібники:
1. Семенюк О.А., Паращук В.Ю. Основи теорії мовної комунікації: Навчальний посібник для студентів вищих навчальних закладів. – К.: Ін Юре, 2009. – 276 с.
2. Семенюк О.А., Паращук В.Ю. Основи теорії мовної комунікації: Навчальний посібник. – К.: ВЦ «Академія», 2010. – 240 с.
Статті:
1. Семенюк О.А. О некоторых приемах анализа переводных художественных текстов // “Відродження”. - №2. – 1996. – С.64-67.
2. Семенюк О.А. Языковые черты эпохи в песнях В.Высоцкого // Мир Высоцкого: Исслед. и материалы. – Вып. ІІІ. –Т.1. – М.: ГКМЦ В.С.Высоцкого, 1999. – С.83–89.
3. Семенюк О.А. Каков человек, такова и его речь // Русская словесность в школах Украины. – 2000. – № 2. – С.21–24.
4. Семенюк О.А. Проблеми культури російського мовлення в працях В.В.Колесова // Східні слов’яни. Зб.наук праць. – Київ, 2003. – С.80–87.
5. Семенюк О.А. Единицы языка политики в современном дискурсе как признак его демагогичности // Язык: модель, структура, функционирование. –Днепропетровск: ДГУ, 2007. – С.143-150.
6. Сатира и юмор как конкуренты «патогенного текста» // Докса. Збірник наукових праць із філософії та філології. Вип. 13. Сміх та серйозність: множинність видів та взаємин. – Одеса, 2008. – С.200-206.
7. Семенюк О.А., Тимофєєва У.В. Фразеологізми з компонентом людина, люди в українській, російській, польській мовах: порівняльний та лінгвокультурний аспекти // Наукові записки. – Випуск 81 (1). – Серія: Філологічні науки: У 4 ч. – Кіровоград: РВВ КДПУ ім. В.Винниченка, 2009. – С.127-131.
8. Семенюк О.А. Анализ жаргонизмов на уроках русского языка как элемент коррекции языкового поведения учащихся // Русский язык и литература в школах Украины. – 2009. – № 9 (141). – С.2-4. 
9. Семенюк О.А. Сугестивний вплив на суспільство під час виборчих кампаній та його нейтралізація в сучасному українському дискурсі // Записки з українського мовознавства. – Вип. 18. – Одеса: Астропринт, 2009. – С.132 – 142.
10. Семенюк О.А. Технологія виховання сміхом від Андрія Крижанівського (або про роль гумористичного твору в навчанні і вихованні учнів) // Вивчаємо українську мову та літературу. – 2010. – №2(222). – С.5-9.
11. Семенюк О.А., Білоус В.Б. Проблемы интерпретации социокультурных реалий при переводе (на примере англоязычного текста рассказа Ю.Семенова «Летом 37-го») // Наукові записки. – Випуск 89 (1). Серія: Філологічні науки (мовознавство): У 5 ч. – Кіровоград: РВВ КДПУ ім.. В.Винниченка, 2010. – С.31-35.
12. Семенюк О.А., Білоус В.Б. Апологія зради, або реалізація концептів «особистість» та «батьківщина» в романі Т.Кленсі «Полювання за «Червоним жовтнем» // Література. Фольклор. Проблеми поетики: зб.наук.праць. – Вип. 29. – Ч.2. – К.: Твім інтер, 2010. – С.69-80.
13. Семянюк А. Фактар культурнай мяжы і камунікатыўныя паводзіны: на матэрыяле ўсходнеславянскіх моў // Роднае слова. – 2011. – № 2. – С. 54–56.
14. Семенюк О.А. Новые метафоризированные значения в современном русском языке как отражение изменившихся социальных приоритетов // Русский язык и литература в школах Украины. – 2011. – № 3 (159). – С.2-4.
15. Семенюк О.А., Семенюк Л.Л. Культурно-географические аспекты функционирования русского языка в Центральной Украине // Русистика и современность. 13-я Международная научная конференция. Сборник научных работ. Рига: Балтийская международная академия, 2011. – С.422-426.
16. Семенюк О. Педагогічний дискурс: культурна і комунікативна специфіка // Aktualni otazky soucasne hudebne vychovne teorie a praxe VI. Sbornik prispevku z mezinarodni konference (10.11.2010) v Usti nad Labem. - С.259-265.
17. Семенюк О., Білоус В. Мовні засоби створення образу ворога в романі Т.Кленсі «DEBT OF HONOR» // Сучасні дослідження з іноземної філології. Збірник наукових праць. Випуск 9. - Ужгород: ПП «Графіка», 2011. - С.419-425.
18. Семенюк О.А. Употребление устойчивых сочетаний с компонентом человек в русском, украинском и сербском языках // VIII Международный симпозиум «Достижения и перспективы сопоставительного изучения русского и других языков»: Доклады. – Белград, 1-2 июня 2012 г. – С.101-106.
19. Семенюк О.А. Синонимия в произведениях М.Булгакова: социокультурный аспект // Михаил Булгаков, его время и мы: Коллективная монография. Ред. Г. Пшебинда, Я. Свежий. - Краков: Изд. Scriptum, 2012. – S.887-892.
20. Семенюк О.А. Изучение языка города в процессе подготовки филологов: советы колегам // Русский язык, литература, культура в школе и вузе. – 2012. – №5. – С.45-47.
21. Семенюк О.А., Чорна О.В. Комунікативний імідж українського президента (порівняльний і діахронічний аспекти) // Вісник Одеського національного університету. – Серія: філологія. – Т.17. - Вип. 4. – Одеса, 2012. – С.107-114.
22. Семенюк О.А. Зіставні дослідження етнокультурної специфіки споріднених мов (на прикладі фразеологічних одиниць) // Методологія та історіографія мовознавства. Зб. наукових праць. – Слав’янск, 2013. – C.290-296.
23. Семенюк О.А. Основні культурні й комунікативні чинники педагогічного дискурсу у вищій школі // Вища освіта України №3 (додаток 2) – 2014 р. – Тематичний випуск «Педагогіка вищої школи: методологія, теорія, технології». – Т.1. – С.18-22.
24. Особливості сучасної комунікації як фактори впливу на процеси функціонування і засвоєння неологізмів // Наукові записки. Випуск 145. - Серія: Філологічні науки. – Кіровоград, 2016. – С.3-6.
25. Семенюк О.А. Переклад поезій Ігоря Губермана: проблема тактики // Наукові записки. – Випуск 154. – Серія: Філологічні науки. – Кропивницький: Видавець Лисенко В.Ф., 2017. – С.279-283.